# Эмао
Эмао (англ. Émao) — остров в составе островов Новые Гебриды в Тихом океане. Входит в состав Вануату (провинция Шефа). Расположен вблизи острова Эфате. Население — 602 человек.